# 普卢内韦泽勒
普卢内韦泽勒（法語：Plounévézel，法語發音：[plunevezɛl]）是法国菲尼斯泰尔省的一个市镇，属于沙托兰区。

## 地理
普卢内韦泽勒（48°17'56"N, 3°35'23"W）面积24.42 平方千米，位于法国布列塔尼大區菲尼斯泰尔省，该省份为法国最西部的省份，位于布列塔尼半岛西部，北西南三面环大西洋，东临阿摩尔滨海省和莫尔比昂省。
与普卢内韦泽勒接壤的市镇（或旧市镇、城区）包括：卡诺埃特、特雷夫兰、卡赖普卢盖尔、凯尔格洛夫、普拉文。

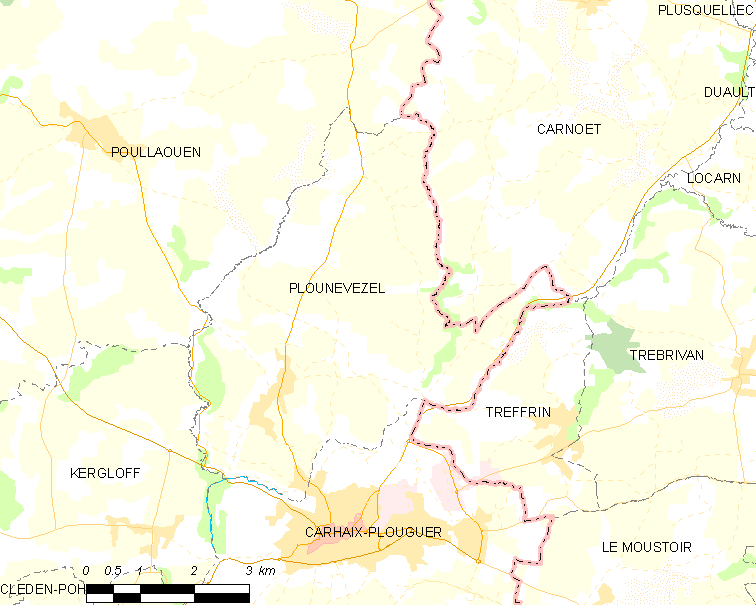
普卢内韦泽勒的OSM定位图

普卢内韦泽勒的时区为UTC+01:00、UTC+02:00（夏令时）。

## 行政
普卢内韦泽勒的邮政编码为29270，INSEE市镇编码为29205。

## 政治
普卢内韦泽勒所属的省级选区为卡赖普卢盖尔县。

## 人口

1962-2008年间普卢内韦泽勒人口变化图示

普卢内韦泽勒于2022年1月1日时的人口数量为1153人。